# Ruby Barker
Ruby Barker (* 23. Dezember 1996 in Islington, London) ist eine britische Schauspielerin.

## Leben
Nachdem ihre Eltern sich trennten und ihre Mutter eine gleichgeschlechtliche Ehe einging, wuchs Barker als einziges gemischtes Kind in einem weißen Haushalt auf. Ihre Schulzeit verbrachte Ruby Barker zunächst in Glasgow und dann in York. Ihr Interesse an der Bühne wurde durch Tanzstunden geweckt, am Schultheater konnte sie erst in York teilnehmen. Erste Erfahrungen vor der Kamera machte sie als Schülerin in einem Werbespot für die Royal Bank of Scotland. Für den Schauspielberuf entschied sie sich 2014 nach Ablegen des AS-Level-Examens während eines Aufenthalts als freiwillige Entwicklungshelferin in Tansania.
Nach der Schulzeit stand sie erst in einer Amateuraufführung und dann in einem halbprofessionellen Mysterienspiel im York Minster auf der Bühne. Sie stellte hier die Maria dar. Nach einer Episodenrolle in der Serie Doctors wurde sie 2017 für eine Nebenrolle in der CBBC-Fernsehserie Wolfblood – Verwandlung bei Vollmond engagiert. Für ihre Darstellung der Yakira in How to Stop a Recurring Dream wurde Ruby Barker 2020 als beste Darstellerin beim British Urban Film Festival ausgezeichnet. In der im Dezember 2020 erschienenen Netflix-Serie Bridgerton spielte sie Marina Thompson, verheiratete Lady Marina Crane. Unmittelbar nach den Dreharbeiten zur ersten Staffel von Bridgerton erlitt sie 2019 einen Nervenzusammenbruch und musste stationär behandelt werden. Ein zweiter Zusammenbruch erfolgte nach den Dreharbeiten zur zweiten Staffel. Wegen einer COVID-19-Erkrankung und den psychischen Problemen musste sie Engagements absagen, wurde im Mai 2022 aber aus dem Krankenhaus entlassen. Sie trat unter der Regie von Alberto Corredor in dem Horrorfilm Baghead (2023) auf.

## Auszeichnungen und Nominierungen
- British Urban Film Festival 2020: Beste Darstellerin
- Screen Actors Guild Awards 2021: Nominierung Bestes Schauspielensemble in einer Dramaserie